# Marion Slitine
 (juin 2023).
Marion Slitine née en 1986 est une historienne et anthropologue. Elle est chercheuse au Mucem et à l'EHESS. Elle est spécialisée sur l'art palestinien contemporain.

## Biographie
En 2007, Marion Slitine obtient une double licence en histoire et en histoire de l’art à l'Université Paris-Sorbonne. Elle poursuit ses études avec une licence d'arabe à l'Inalco, puis un master d'histoire contemporaine à l'Université Paris-Sorbonne et un master d'histoire comparée à Institut d'études politiques de Paris.
Elle écrit une thèse en anthropologie sociale et ethnologie sur l’art contemporain en Palestine, intitulée La Palestine en créations. La fabrique de l'art contemporain, des territoires occupés aux espaces mondialisés.
En 2020, elle est lauréate pour sa thèse du prix du musée du Quai Branly - Jacques Chirac et d’une mention spéciale du jury du Prix de thèse Moyen-Orient et mondes musulmans.
En 2020, elle contribue au livre Penser la Palestine en réseaux. Elle dédie un chapitre aux réseaux de l’art contemporain de Palestine, sous le titre Un nouvel espace postnational ?.
Elle explique qu'à partir des années 2010, le Hamas a créé des syndicats d’artistes et financé des collectifs. « Il est tout dans l’intérêt du Hamas de redéployer cette politique culturelle pour montrer au monde sa légitimité », avance-t-elle.
En 2023, elle est commissaire associée de l'exposition Ce que la Palestine apporte au monde à l'Institut du Monde Arabe. On y découvre la vitalité de la scène créative palestinienne. Alors que l'exposition est toujours en cours, elle déplore le décès d'un des artistes, Mohamed Sami, tué lors du bombardement de l’hôpital Al-Ahli, alors qu’il s’occupait d’enfants qui y avaient trouvé refuge. Un autre artiste de l'expo, Mohammed Joha, a perdu sa sœur jumelle et une quinzaine de personnes de sa famille.
En 2024, elle dénonce dans Mediapart la politique d’anéantissement culturel et identitaire de Gaza (un "culturicide") qui s'ajoute à la destruction des vies humaines et des infrastructures urbaines.
Marion Slitine contribue au livre Ce que la Palestine apporte au monde aux éditions Seuil.
Elle est chargée de mission culturelle à l'Institut français à Jérusalem. Elle est secrétaire générale du Cercle des Chercheurs sur le Moyen-Orient.
Elle est responsable d’un séminaire sur l’anthropologie de l’art contemporain au Moyen-Orient à l’IRIS (EHESS).

## Distinctions
- prix de thèse du musée du Quai Branly - Jacques Chirac, 2020